# Sawa (Cheimonetos)
Sawa, imię świeckie Wasilios Cheimonetos (ur. 1971 na Rodosie) – grecki duchowny prawosławny w jurysdykcji Patriarchatu Aleksandrii, od 2015 metropolita nubijski (z siedzibą w Chartumie).

## Życiorys
Święcenia diakonatu przyjął w 1991, a prezbiteratu w 1993. 11 października 2009 otrzymał chirotonię biskupią. W latach 2009–2012 był biskupem Burundi i Rwandy, a następnie (2012–2015) metropolitą Akry.